# Музеї Великої Феодосії
Історія музейної справи у Феодосії почалася з 1811 року. Музей старовини є першим музеєм міста і одним з найстаріших у Європі. Далеко за межами Криму і України відомі музеї Олександра Гріна, Максиміліана Волошина і Національна картинна галерея І. К. Айвазовського. Приватний музей грошей має в своєму розпорядженні експонати, аналогів яким немає ні в одній колекції нумізматики, а музей дельтапланеризму є єдиним музеєм такого роду у світі.
Розташовуються музеї в основному в центральній частині міста: на вул. Галерейній (починається від залізничного вокзалу) і на вул. Гріна (колишня Куйбишева), що перетинає вул. Галерейну.

## У місті
| Назва                                                                          | Місцезнаходження           | Короткий опис | Зображення |
| ------------------------------------------------------------------------------ | -------------------------- | --- | ---------- |
| Феодосійський музей старожитностей (краєзнавчий музей)                         | проспект Айвазовського, 11 | Один з найстаріших в Європі музеїв, відкритий 13 травня 1811 року. Засновник феодосійський мер С. М. Броневський. В кінці 1940-х років музей отримав статус краєзнавчого. Володіє унікальною бібліотекою видань 18-19 століть з історії Криму. |            |
| Музей Олександра Гріна                                                         | вул. Галерейна, 10         | Музей розташований в будинку, де письменник жив в 1924—1929 роках. Розповідає про життя і творчість Олександра Гріна. |            |
| Музей дельтапланеризму                                                         | вул. Куйбишева, 12         | Музей заснований В. Л. Щербаковим, відкритий 14 листопада 1970 року. Його експозиція розповідає про історію планеризму і авіації, окремий стенд присвячений «батькам» російського повітроплавання — М. А. Арендту, О. Ф. Можайському, М. Є. Жуковському.                                                                                                  |            |
| Феодосійський музей грошей                                                     | вул. Куйбишева, 12         | Експозиція першого приватного музею грошей знайомить з монетною справою в Феодосії, з історією вітчизняного та світового грошообігу. Також тут представлені експонати пов'язані з карбуванням, друком та зберіганням грошей |            |
| Музей Марини і Анастасії Цвєтаєвих                                             | вул. В. Коробкова, 13      | Музей розміщується в меморіальній будівлі, де в 1913—1914 роках зупинялася А. І. Цвєтаєва. Тут бували М. Волошин, М. Цвєтаєва, С. Ефрон. З 1999 року зібрана фондова колекція матеріалів (друковані видання, предмети мистецтва, меморіальні речі, велика колекція іконографії, аудіо- і відеоматеріали, автографи та інше).                              |            |
| Картинна галерея Айвазовського                                                 | вул. Галерейна, 2          | Зібрання живопису та графіки І. К. Айвазовського, архівних документів та фотоматеріалів, меморіальних речей та предметів декоративно-вжиткового мистецтва — близько 11 000 експонатів. Робіт Айвазовського — 417, крім того представлені роботи його сучасників та учнів                                                                                  |            |
| Народний музей скульптора В. Г. Мухіної                                        | вул. Федько, 1             | Музейний комплекс «Дитяча мариністична галерея, музей скульптора В. Мухіної» був організований на місці будинку сім'ї Мухіних. У головний фасад музейного комплексу вдало вписана стіна будинку, що збереглася, де жила В. Г. Мухіна. У музеї відтворені меморіальна кімната Віри Гнатівни із справжніми меблями і фрагмент творчої майстерні скульптора. |            |
| Музей історії морського торговельного порту                                    | вул. Горького, 24          | Створений у 1967 році |            |
| Коктебельський еколого-історико-культурний заповідник «Кімерія М. О. Волошина» | вул. В. Коробкова, 13      | |            |
| Музей історії залізниці Джанкой—Феодосія                                       | вул. Горького, 1           | Створений у 1994 році |            |
| Музей бойової слави військової частини 4489                                    | вул. Федька, 38            | Створений у 1962 році |            |
| Музей історії СПТУ-14                                                          | вул. Федька, 23            | Створений у 1979 році |            |
| Музей воїнів-інтернаціоналістів                                                | вул. Свердлова, 6          | Створений у 1990 році |            |
| Музей підводної археології                                                     | пр-т Айвазовського, 47     | Створений у 2013 році |            |

## На території Великої Феодосії
| Назва                                         | Місцезнаходження               | Короткий опис | Зображення |
| --------------------------------------------- | ------------------------------ | --- | ---------- |
| Будинок-музей Максиміліана Волошина           | Коктебель, вул. Набережна      | Музей відкритий 1 серпня 1984 року в колишньому будинку російського поета Максиміліана Волошина. |            |
| Музей «Природа Кара-Дагу»                     | Курортне, територія біостанції | Музей з унікальною колекцією птахів, метеликів, небезпечних і рідкісних безхребетних і інших тварин Криму, морський акваріум з мешканцями Чорного моря, а також виставки: «Живий світ Кара-Дагу», «Живий мікросвіт» — представлені живі мікроорганізми, «Мікросвіт моря», «Лики і камені Карадагу. Світ мінералів стародавнього вулкана». |            |
| Музей історії ВО «Море»                       | Приморський                    | Створений у 1976 році |            |
| Музей історії радгоспу-заводу «Феодосійський» | Ближнє, вул. Шкільна, 1        | Створений у 1974 році |            |